# Croda-da-Lago-Gruppe
Die Croda-da-Lago-Gruppe (italienisch Gruppo Croda da Lago-Cernera) ist eine Berggruppe in den Ampezzaner Dolomiten. Die in der Region Venetien liegende Gruppe gehört seit 2009 zum UNESCO-Welterbe Dolomiten.

## Geographie

### Lage
Die Gruppe liegt südwestlich von Cortina d’Ampezzo und nordöstlich von Selva di Cadore in der Provinz Belluno zwischen dem Valle del Boite im Nordosten und dem Valle Fiorentina im Südwesten. Ihre höchste Erhebung ist die Cima Ambrizzola mit 2715 m s.l.m.

### Abgrenzung
Die Gruppe läuft im Norden im Talkessel von Cortina d’Ampezzo aus. Im Osten wird sie vom Boite-Tal von der östlich des Boite liegenden Sorapiss-Gruppe abgegrenzt. Im Südosten bildet die Forcella Forada und der nach Osten über das Val Forada in den Boite abfließende Rio Orsolina die Grenze zum Monte Pelmo  und den Zoldiner Dolomiten. Südwestlich grenzt das Val Fiorentina mit dem gleichnamigen Torrente die Gruppe von der Civettagruppe ab. Das auf etwa halber Länge vom Val Fiorentina nach Norden zum Passo di Giau (2236 m) abbiegende Val Codalunga trennt die Croda-da-Lago-Gruppe von der Nuvolaugruppe ab. Vom im Nordosten gelegenen Passo di Giau bildet das in das Valle del Boite führende Val Cernera die Grenze zur Nuvolaugruppe.
Administrativ fällt die Croda-da-Lago-Gruppe auf das Gemeindegebiet der drei Belluneser Gemeinden Cortina d’Ampezzo, San Vito di Cadore und Selva di Cadore.

### Geologie
Die Croda-da-Lago-Gruppe entstand als Archipel im Mitteltrias. Am Monte Cernera finden sich die ältesten Formationen und wie sie durch Schwankungen des Meeresspiegels und dem zeitweisen Auftauchen der Erosion freigesetzt waren. Im Gipfelbereich des Monte Cernera lässt sich die Geschichte des Archipels rekonstruieren. Ein im späten Anisium durch Kleinorganismen entstandenes Felsenriff bildet den Gipfelaufbau an dem sowohl die Sedimente der tieferen Meeresumgebung als auch die spätere Überlagerung durch vulkanischer Materialien zu erkennen sind.
Die Karbonplatten der Lastoni di Formin und der südöstlich gelegenen Rocchette sind ehemalige Inseln, die am Ende des Mitteltrias entstanden sind. Als die vulkanische Aktivitäten ausgeklungen waren und der Meeresspiegel wieder anstieg, besiedelten kleine Riffbauer diese Bereiche und bauten die Inseln langsam auf. Zahlreiche Muschelfossilien in dieser Gegend zeugen von der maritimen Vergangenheit dieser Gruppen.
Der Croda-da-Lago-Kamm und der Becco di Mezzodì bestehen aus Dolomia principale, der zum Ende des Trias entstanden ist, als sich die gesamte Region abzusenken begann. Tektonische Verschiebungen und Gletscherbewegungen haben die Gruppe schließlich geformt. Moränenränder, Findlinge und Blockgletscher aus der letzten Kaltzeit kennzeichnen beispielsweise das Gebiet der Hochfläche Mondeval im südlichen Bereich der Gruppe, die auf Tongestein und vulkanischen Material ruht.

### Gliederung
Die Croda-da-Lago-Gruppe bereits zu Beginn des 20. Jahrhunderts als eigenständige Gruppe der Dolomiten betrachtet, so beispielsweise in dem von Antonio Berti verfassten und 1908 veröffentlichten Gebietsführer Dolomiti di Cadore, der 1928 erstmals in der vom Club Alpino Italiano herausgegebenen  Reihe Guida dei Monti d’Italia unter dem Titel Dolomiti Orientali erschien. Nach der von Marazzi vorgestellten SOIUSA-Unterteilung ist sie eine Untergruppe der westlichen Ampezzaner Dolomiten.
Sowohl Berti als auch Marazzi teilen die Gruppe in zwei Untergruppen auf.

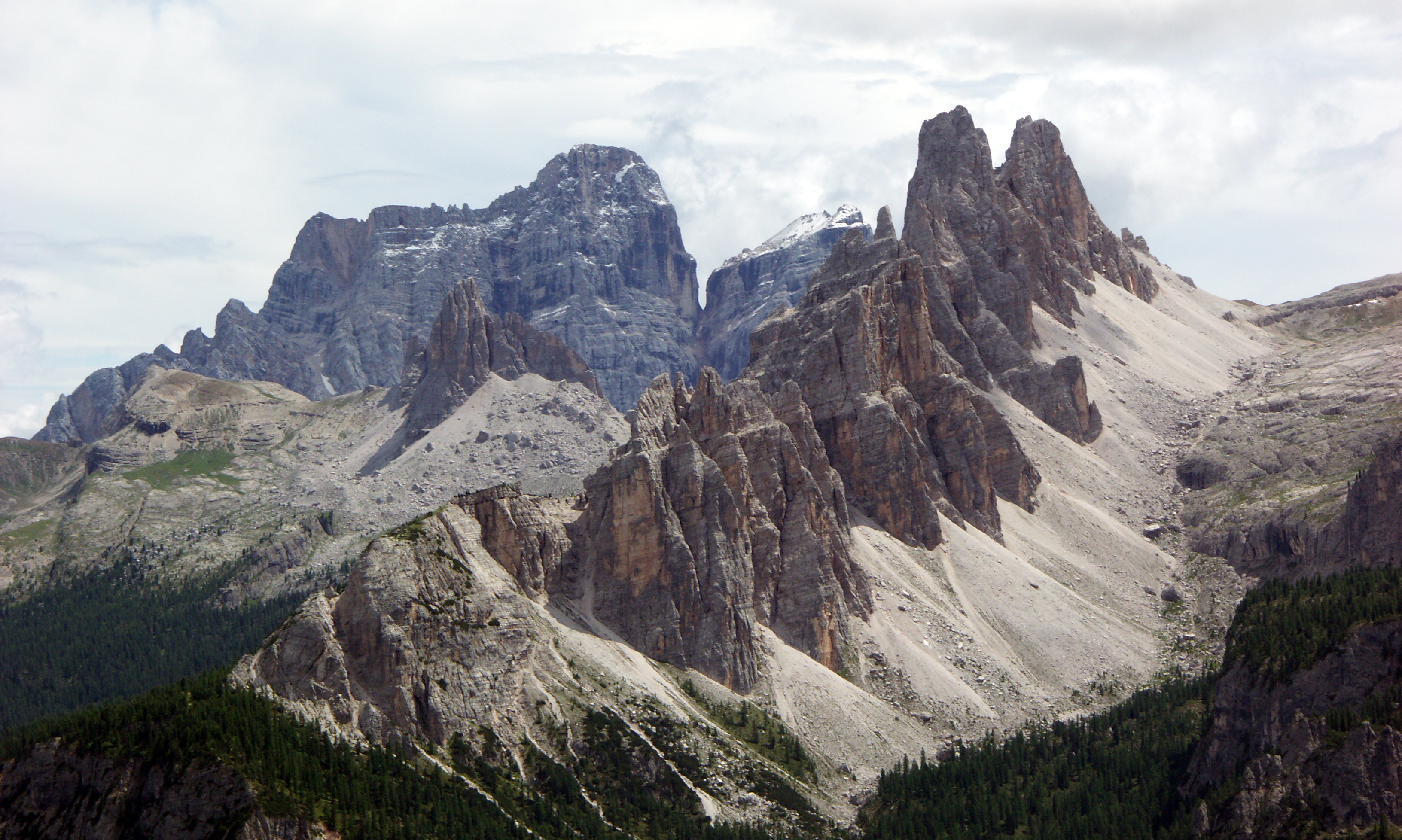
Croda da Lago, links im Hintergrund der Monte Pelmo
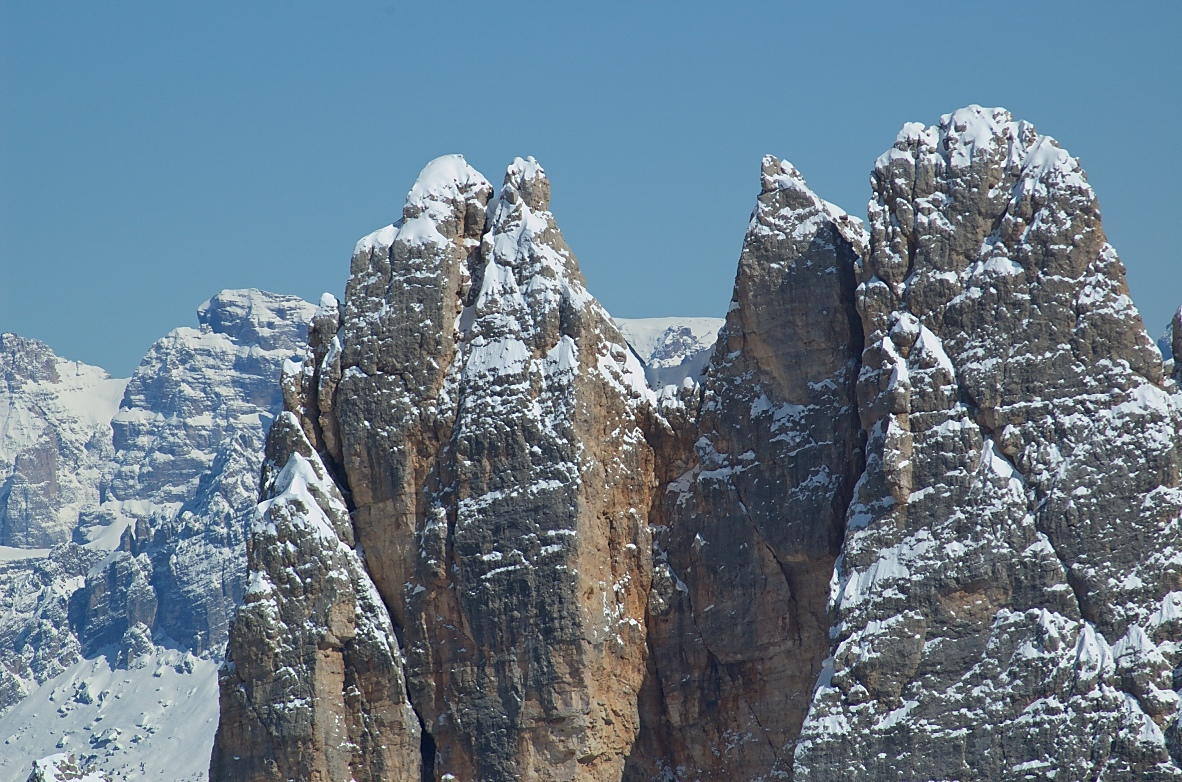
Von links nach rechts Croda da Lago, Campanile Innerkofler und Campanile Federa
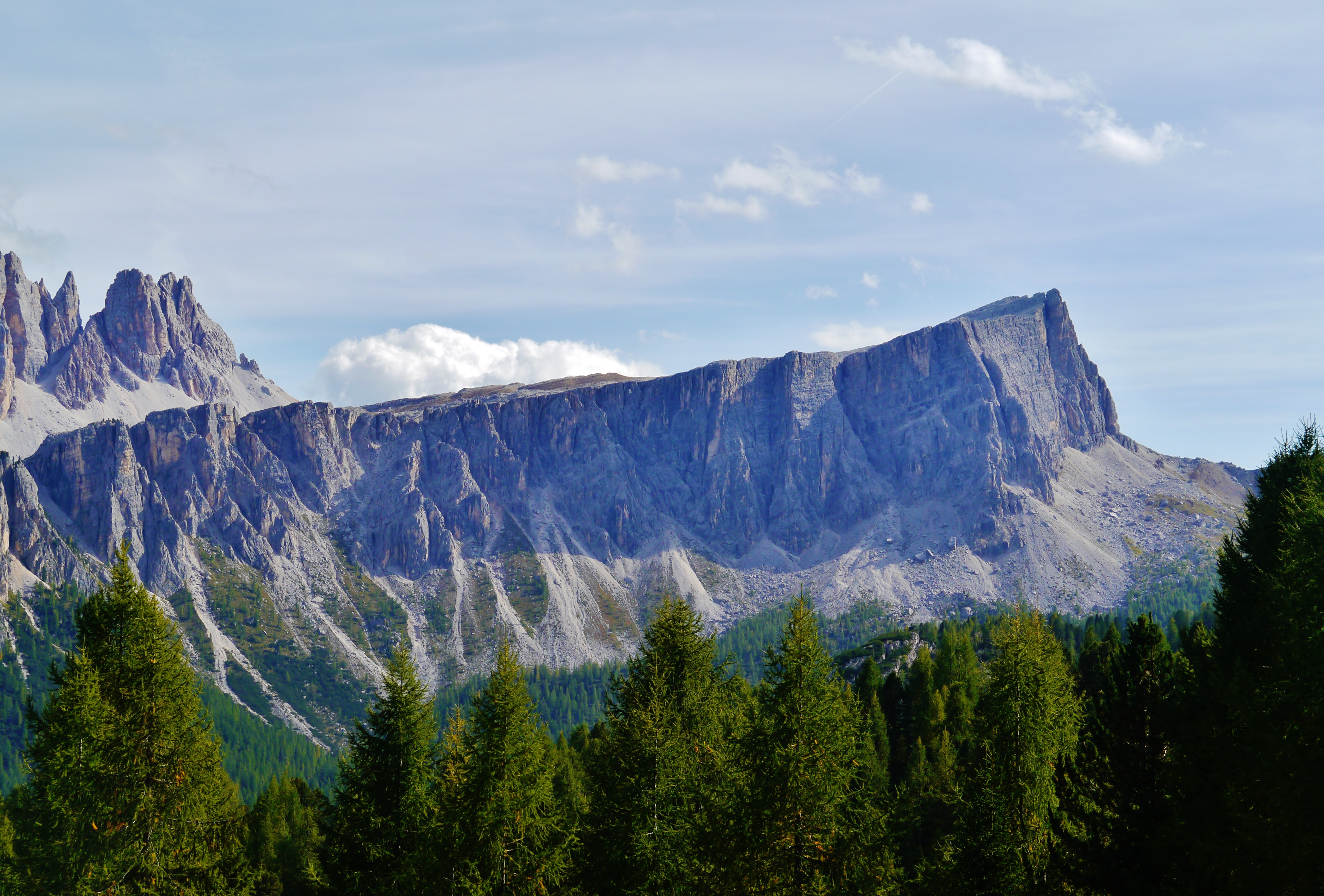
Lastoni di Formin, links im Hintergrund die Cima Ambrizzola und die Punta Adi
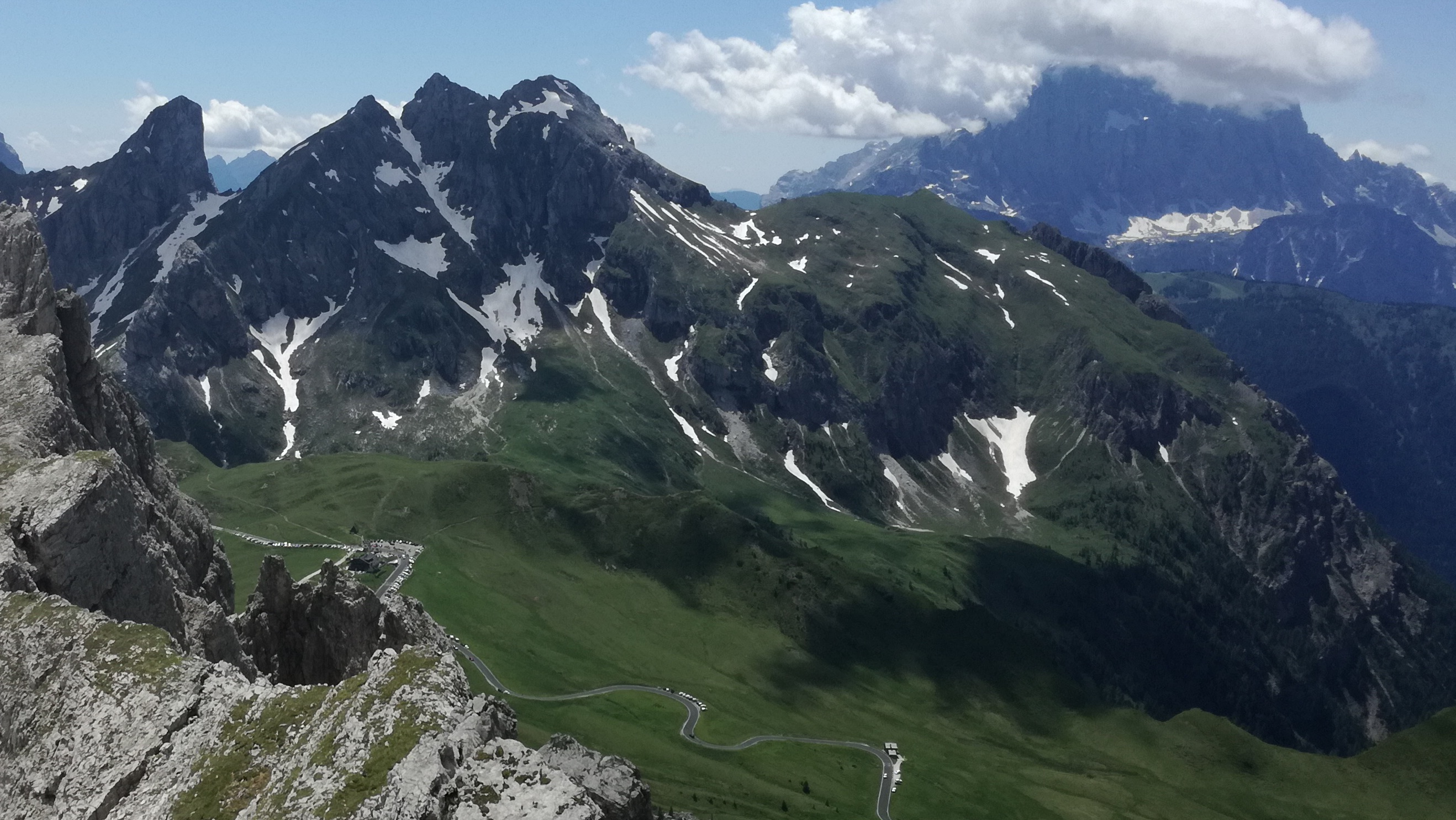
Monte Cernera mit dem Passo di Giau, links der markante Torre Dusso, im Hintergrund die Civetta
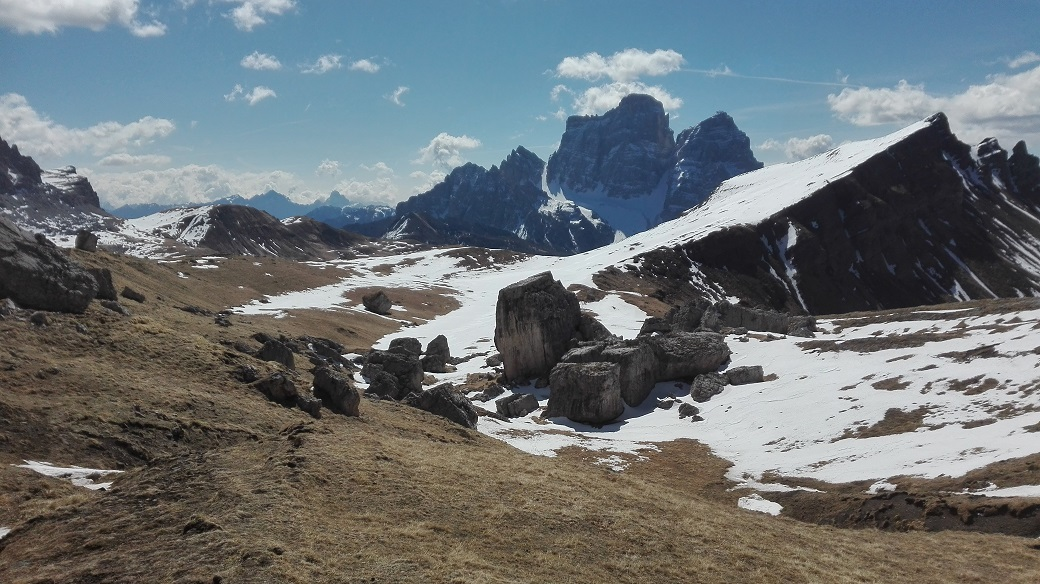
Mondevalhochfläche mit dem Monte Mondeval rechts und dem Monte Pelmo im Hintergrund

#### Croda da Lago
Nach Berti gehören zur Untergruppe der Croda da Lago der im Südosten der Gruppe nach Nordwesten verlaufende Kamm der Rocchette mit ihren vier Erhebungen, die höchste ist die La Rocchetta mit 2496 m. Nordwestlich der La Rocchetta liegt der markante und beliebte Klettergipfel des Becco di Mezzodì (2603 m). Letzterer ist durch die Forcella Ambrizzola vom Croda-da-Lago-Kamm getrennt. Beginnend mit der 2715 m hohen und höchsten Erhebung der gesamten Croda-da-Lago-Gruppe der Cima Ambrizzola, folgen von Süd nach Nord eine Reihe von charakteristischen Felsnadeln, wie die Punta Adi, Torre Ambrizola, Ago da Lago, Campanile Federa, Campanile Innerkofler und die für die Gruppe namensgebende Croda da Lago (2701 m). Nördlich senkt sich der Kamm mit der Cima Bassa da Lago (2545 m) ab und läuft schließlich aus. Dem Kamm nordöstlich vorgelagert ist der Becco d’Aiàl (1845 m), der höchste mehrerer augenfälliger Felsnadeln, die beliebte Kletterwände sind.
Südwestlich des Croda-da-Lago-Kammes liegen die Lastoni di Formin (2657 m). Die wie ein Tafelberg seicht ansteigenden Lastoni bilden eine charakteristische, fast vegetationslose Karst ähnliche Hochfläche und fallen an ihrer Westseite steil zum Passo di Giau ab.

#### Cernera
Die Berggruppe der Cernera liegt am südwestlichen Rand der Gruppe. Sie fällt im Süden zum Val Fiorentina ab und wird im Westen vom Val Codalunga sowie im Norden vom Passo di Giau abgegrenzt. Die 2370 m hohe Forcella di Giau trennt sie wiederum von den nordöstlich gelegenen Lastoni di Formin. Die höchste Erhebung der Cernera-Gruppe ist der gleichnamige Monte Cernera mit seiner nördlichen, mittleren und südlichen Spitze, die mit 2657 m die höchste Erhebung der Gruppe ist. Vom Monte Cernera durch die Forcella Ciazza getrennt, liegt südwestlich direkt oberhalb von Selva di Cadore der Monte Verdal (2491 m). Zwischen Cernera und Forcella di Gia liegt der markante Torre Dusso. Südöstlich vorgelagert liegen mit dem Piz del Corvo (2383 m) und dem Monte Mondeval (2455 m), die die südlichsten Ausläufer der gesamten Croda-da-Lago-Gruppe sind.

### Gipfel
- Cima d’Ambrizzola, 2715 m – Croda-da-Lago-Gruppe
- Croda da Lago, 2701 m – Croda-da-Lago-Gruppe
- Monte Cernera Südgipfel, 2657 m – Cernera-Gruppe
- Punta Lastoni di Formin, 2657 m – Croda-da-Lago-Gruppe
- Becco di Mezzodì, 2603 m – Croda-da-Lago-Gruppe
- Monte Verdal, 2491 m – Cernera-Gruppe

### Gewässer
Die Gewässer der Croda-da-Lago-Gruppe gehören nördlich und östlich der Gruppe dem Einzugsgebiet des Boite an, während sie westlich und südlich den Cordevole speisen. Beide sind Zuflüsse des Piave. Die abfließenden Wildbächen variieren je nach Niederschlag und Schneeschmelze stark in ihren Abflussmengen. Das größte Fließgewässer ist der südlich der Rocchette entspringende Torrente Fiorentina, der durch das gleichnamige Tal fließt und ein linker Nebenfluss des Cordevole ist. In der Gruppe liegen mehrere Bergseen. Der größte dieser Seen ist der bis zu 8 m tiefe Lago di Fedèra an der Ostseite des Kammes der Croda da Lago. Wesentlich kleiner ist der Lago delle Baste, dessen Wasserstand starken Schwankungen ausgesetzt ist, so dass er während längerer Trockenperioden auch austrocknen kann. Er liegt am südlichen Rand der Gruppe zu Füßen des Monte Mondeval südlich der Lastoni di Formin in einer Wiesensenke auf 2150 m Höhe und ist damit der am höchsten gelegene See der gesamten Gruppe.
Mit dem Lago Ajal (1412 m) und dem Lago de Pianozes (1172 m) befinden sich zwei weitere kleine Bergseen im Norden der Gruppe, die am Rand des Ampezzaner Beckens liegen. Der ebenfalls hier liegende Lago Pian del Conte ist dagegen ein kleiner Stausee, in dem der Rio Costeana zur Stromgewinnung aufgestaut wird. Das von Enel betriebene Speicherkraftwerk Ciòu del Conte – Campo di Sotto wurde 1948 errichtet und hat eine Leistung von 2 MW.

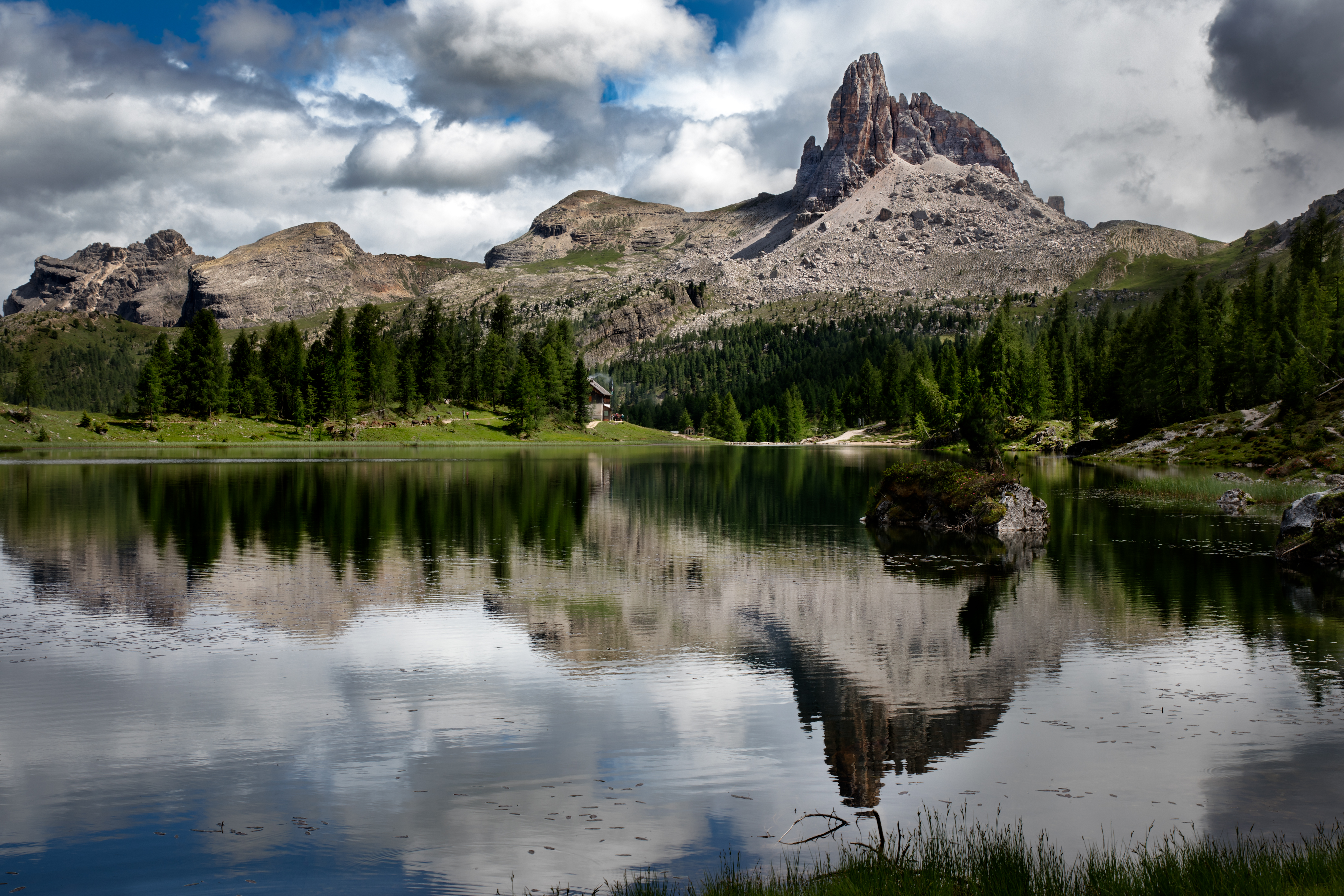
Lago Fedèra mit Becco di Mezzodì und den links anschließenden Rocchette
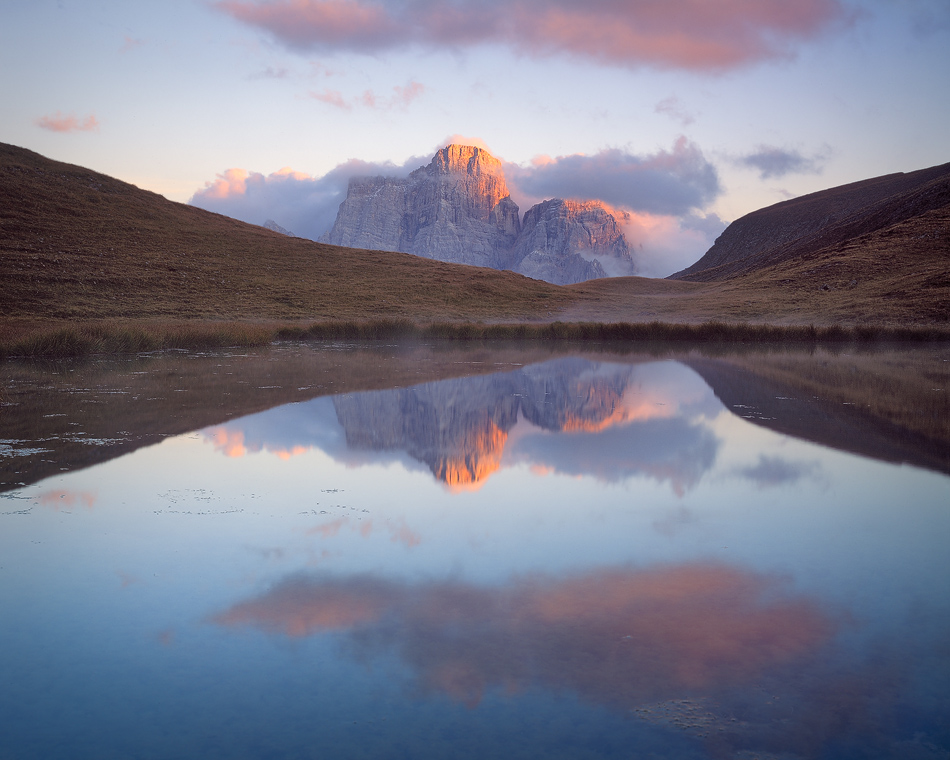
Lago delle Baste am Fuße des Monte Mondeval, im Hintergrund der Monte Pelmo

## Natur

### Flora
Die im Norden und Osten der Gruppe zum Valle di Boite liegenden Waldflächen zählen zu den größten zusammenhängenden Waldgebieten der gesamten Ampezzaner Dolomiten. Während in den Tallagen Rotbuche und Gemeine Fichte vorherrschen, kommen in den oberen Bereichen Lärchen und Zirbelkiefern vor. Unter Letzteren finden sich auch Bäume, die über 500 Jahre alt sind. Zur Biodiversität tragen der geologische Aufbau und die abwechslungsreichen geomorphologischen Verhältnisse mit zahlreichen klammähnlichen Schluchten an der Ostseite der Gruppe bei, so dass auf kleineren Räumen zahlreiche verschiedene Habitate vorzufinden sind.
Neben den Waldgebieten gehören die Feuchtgebiete zu den Besonderheiten der Gruppe. Dazu zählen neben den Seen auch mehrere Moore, die Überbleibsel ausgetrockneter Seen sind, wie südlich der Forcella Ambizzola. Zu den nennenswerten vorkommenden Arten gehören unter anderem das Alpen-Laichkraut, die Draht-Segge, die Kleine Simsenlilie, die in den Dolomiten endemische Dolomiten-Glockenblume, der fleischfressende Rundblättrige Sonnentau oder die zu den Orchideengewächsen gehörenden Sumpf-Stendelwurz, Kleines Zweiblatt, Rotes Waldvöglein oder Gelber Frauenschuh.

### Fauna
Die Croda-da-Lago-Gruppe ist Habitat einige nach der Vogelschutzrichtlinie der Europäischen Union geschützter Arten wie dem Auer- und dem Birkhuhn. Daneben kommen mehrere ebenfalls geschützte Spechtarten wie der Schwarzspecht und Eulen wie der Raufußkauz oder der Uhu vor. In den fast vegetationslosen Hochlagen der Rocchette und der Lastoni di Formin ist außerdem das Alpenschneehuhn heimisch. Unter den Säugetieren sind der Schneehase und das Alpenmurmeltier anzutreffen. Im Lago di Fedèra kommt der Bergmolch vor.

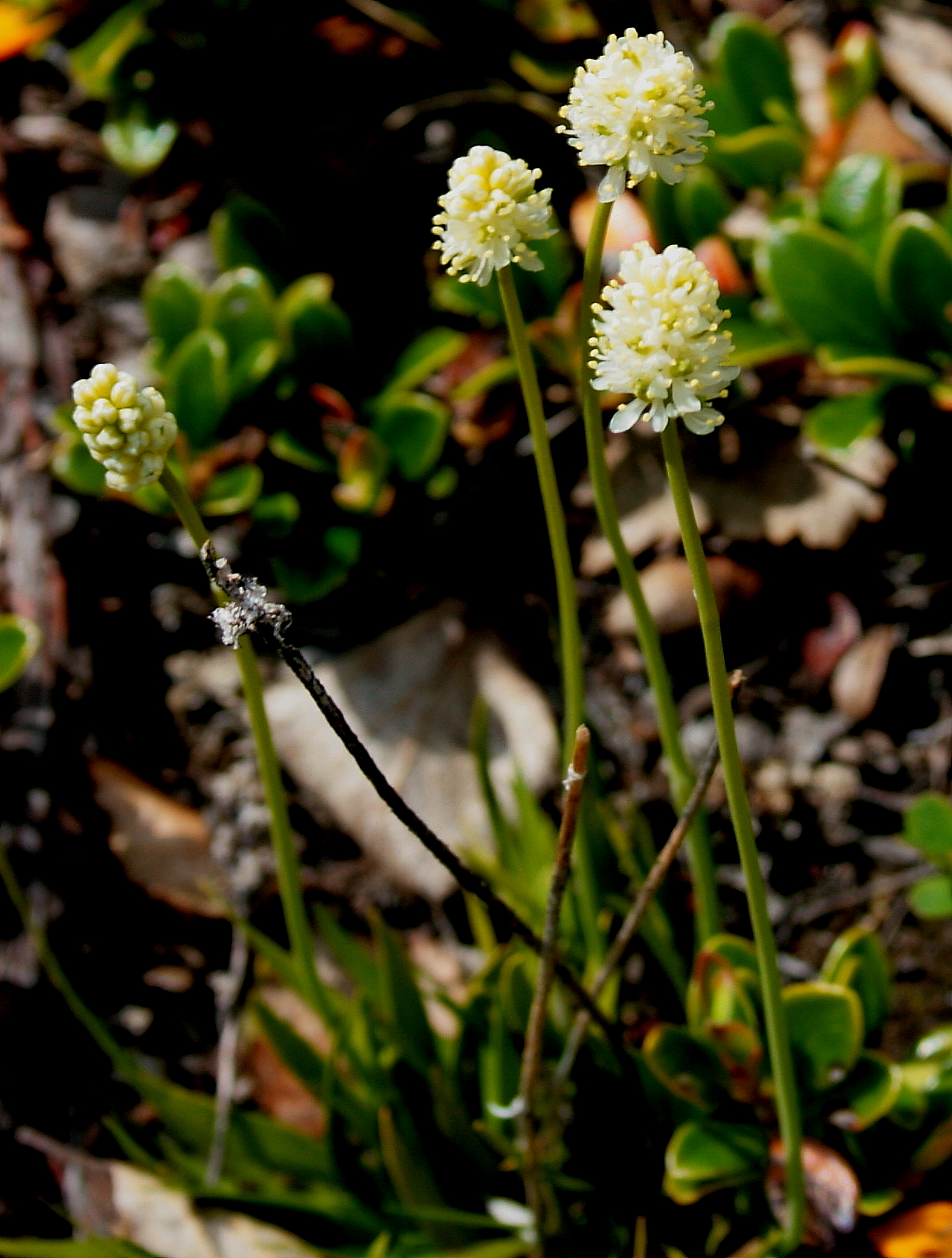
Kleine Simsenlilie (Tofieldia pusilla)
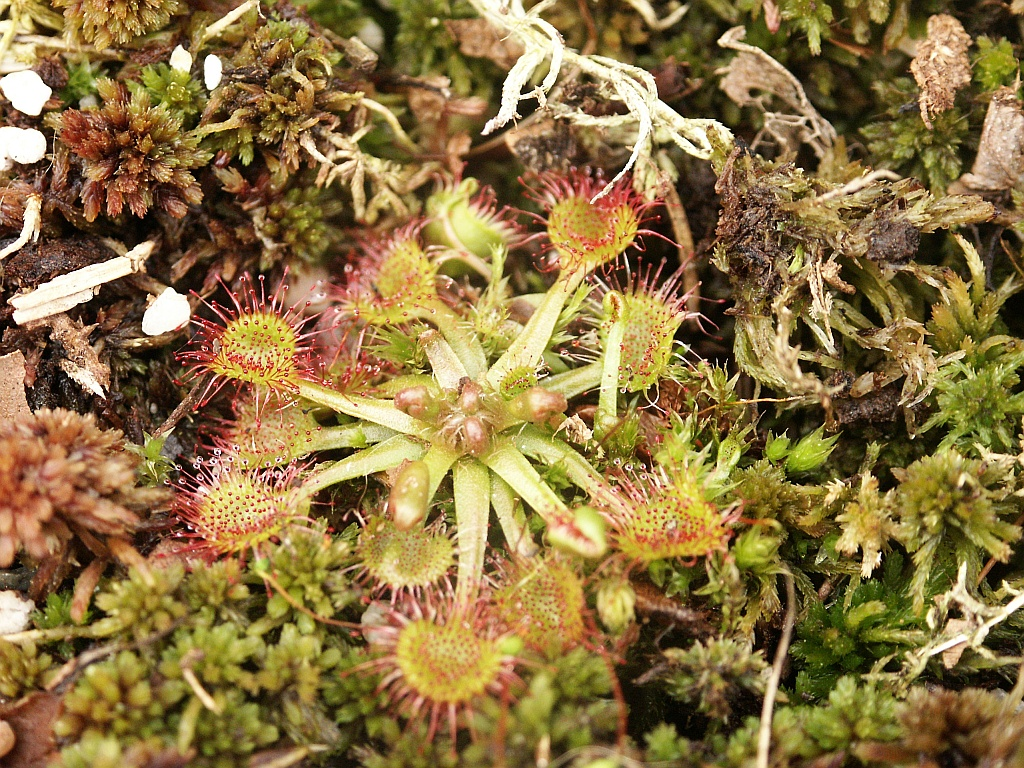
Rundblättriger Sonnentau (Drosera rotundifolia)
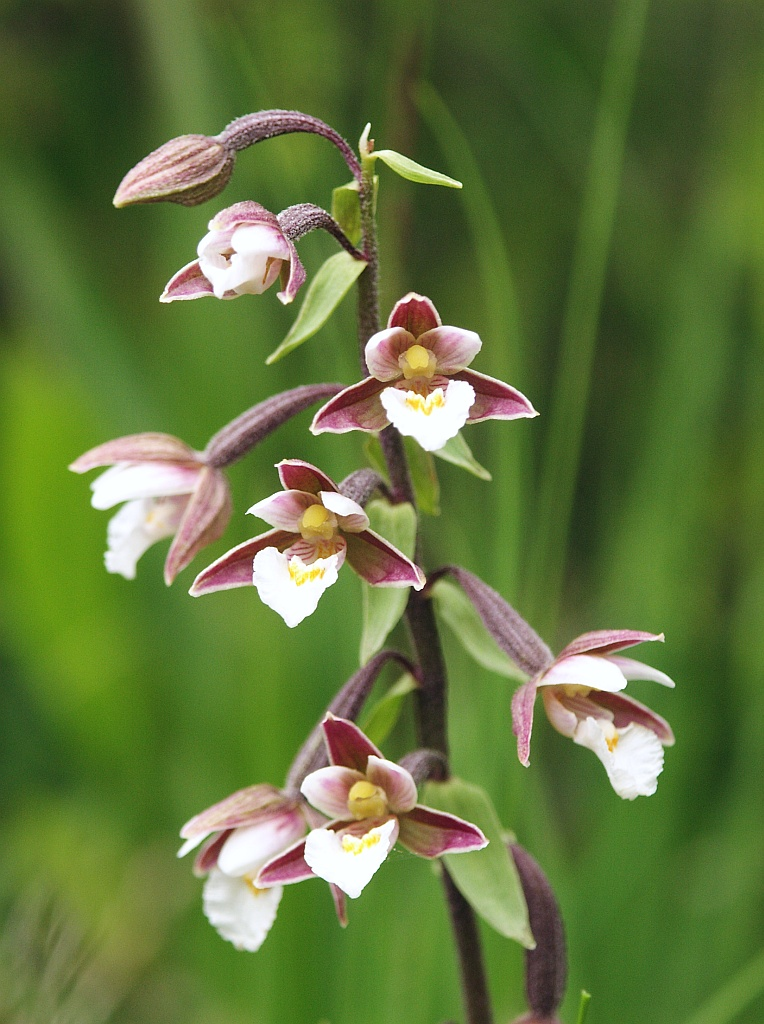
Sumpf-Stendelwurz (Epipactis palustris)
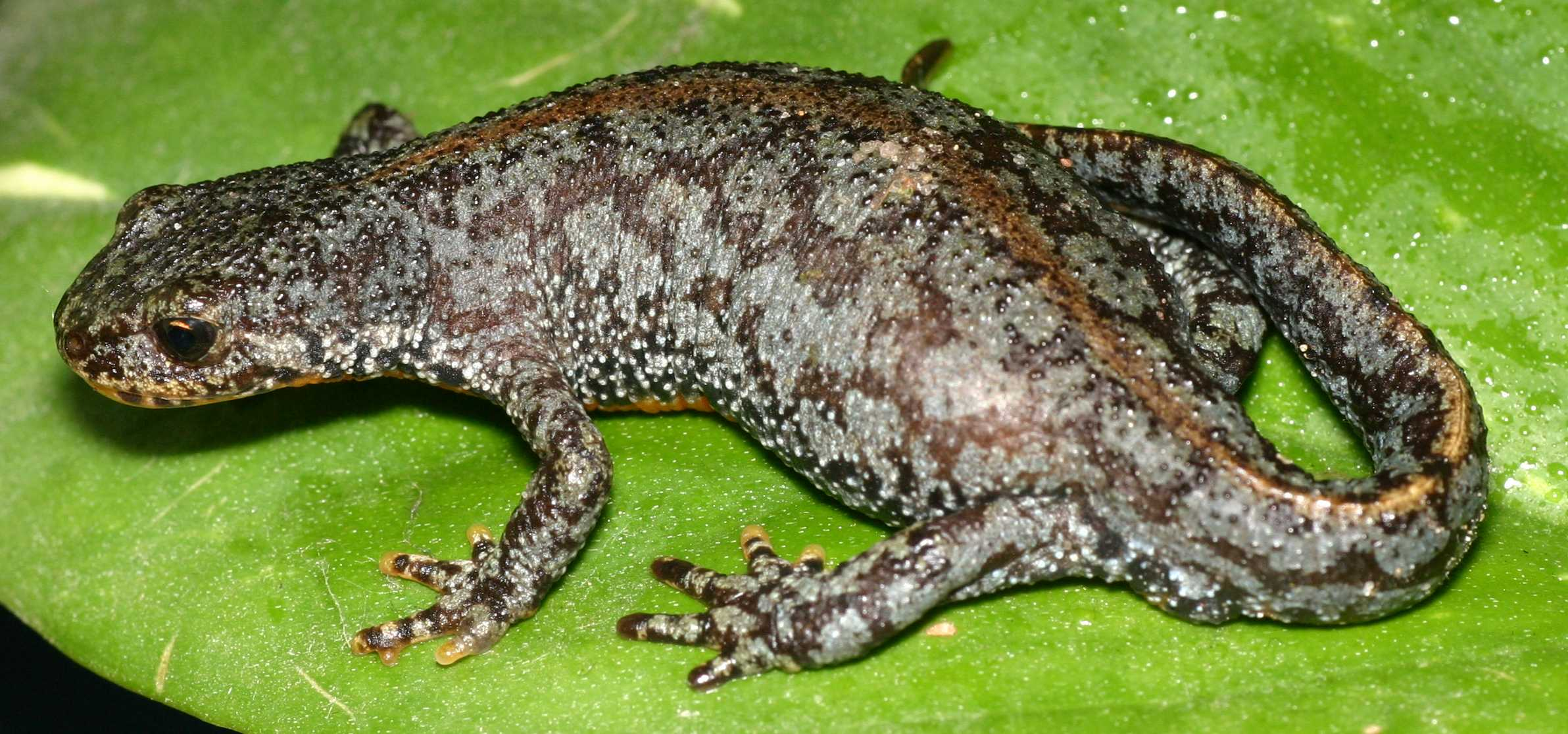
Bergmolch
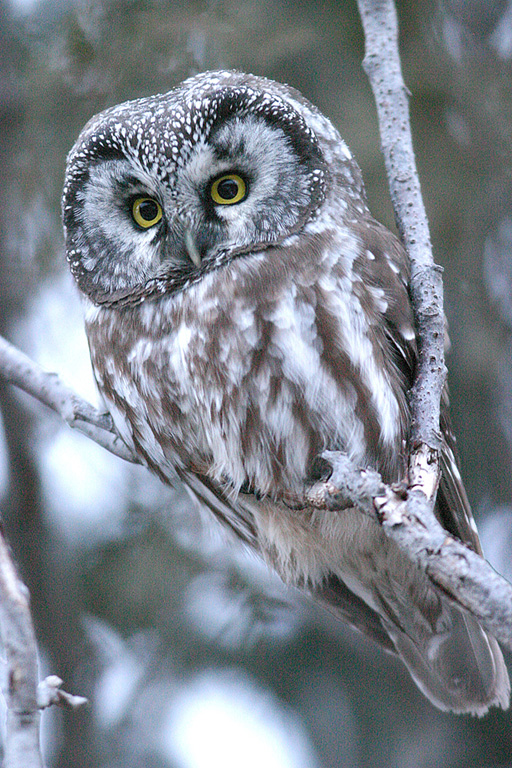
Raufußkauz

### Schutzgebiete
Teile der Croda-da-Lago-Gruppe gehören zum Natura 2000 Schutzgebiet Monte Pelmo – Mondeval – Formin (WDPA-ID 555528630). Zum FFH-Gebiet gehören eine Reihe von kommunalen Schutzgebieten die ganz oder teilweise zum Natura 2000 Schutzgebiet gehören. Dies sind im Einzelnen:
- Forcella Forada (1 Hektar), Feuchtwiese im oberen Val Fiorentina. Habitat mehrere Orchideenarten.[14]

- Torbiera e Lago di Fedèra (13 Hektar), die Moorgebiete sind Habitat der Baltischen Binse, einer geobotanischen Reliktart der letzten Kaltzeit sind.[15]

- Mondeval de Sora (42 Hektar), Feuchtwiesen rund um den Lago delle Baste mit einer artenreichen Vogelwelt. Der Bereich ist auch wegen seiner archäologischen Funde bekannt.[16]

- Paludi di Forcella Roan – Tabià Ruoibes (4 Hektar), Feuchtwiese und Moorgebiet an der Grenze zum Monte Pelmo. Standort der in Italien seltenen Hechtblauen Weide.[17]

- Piani di Senes (12 Hektar), Moorgebiet an den östlich Ausläufern der Gruppe oberhalb von San Vito di Cadore gelegen. Unter anderem Habitat mehrerer Orchideenarten.[18]

Ein weiteres Naturschutzgebiet außerhalb des Natura 2000 Schutzgebietes befindet ist das Feuchtgebiet I Laghe De Val d’Ortiè. Das im unteren Val d’Ortie, einer engen zum Boite-Tal abfallenden Schlucht, liegende kommunale Schutzgebiet besteht aus einem kleinen Teich, der von Mischwald umgeben ist und Standort des sonst seltenen rundblättrigen Sonnentaus ist.

## Tourismus

### Schutzhütten
- Rifugio Croda da Lago 2046 m s.l.m., CAI Cortina
- Malga Fedèra 2020 m s.l.m., privat
- Rifugio Città di Fiume 1917 m s.l.m., CAI Fiume
- Rifugio Lago d’Ajal 1405 m s.l.m., privat

## Alpinismus
Der Becco di Mezodì und die Croda da Lago gehören bekanntesten und beliebtesten Kletterzielen der Ampezzaner Dolomiten. Die alpinistische Erschließung der Gruppe begann in den 1870er Jahren, nachdem zuvor die höheren Gipfel der Nachbargruppen bestiegen waren. Als erster Gipfel wurde 1872 der Becco di Mezodì vom Briten William Edward Utterson Kelso und seinem Führer Santo Siorpaes erklommen. 1878 wurde die Cima di Ambrizzola die höchste Erhebung der gesamten Gruppe von P. Fröschels und F. Silberstein mit den Führern Arcangelo und Pietro Dimai bestiegen. 1884 führte Michael Innerkofler Baron Roland von Eötvös auf die benachbarte Croda da Lago, wobei möglicherweise Innerkofler die von vielen Bergsteigern angestrebte Erstbesteigung bereits vorher im Alleingang bewältigte, als er die Aufstiegsroute auskundschaftete. Mit der Erstbesteigung der Croda da Lago verlagerte sich das Interesse der Alpinisten endgültig auf die sportlichen Aspekt bei der Erschließung der Dolomiten. Jeanne Immink meisterte die erste Winterbegehung des Gipfels. Bis zum Ende des 19. Jahrhunderts waren weitere Aufstiegsrouten auf der Croda da Lago und den angrenzenden Felsnadeln erschlossen, so dass der Kamm zu den beliebtesten Kletterzielen in den Ampezzaner Dolomiten wurde. Um der Beliebtheit der Croda da Lago gerecht zu werden, wurde 1901 die Barbariahütte, aus der später das Rifugio Croda da Lago hervorgehen sollte, an der Ostseite der Croda-da-Lago-Kammes eröffnet.

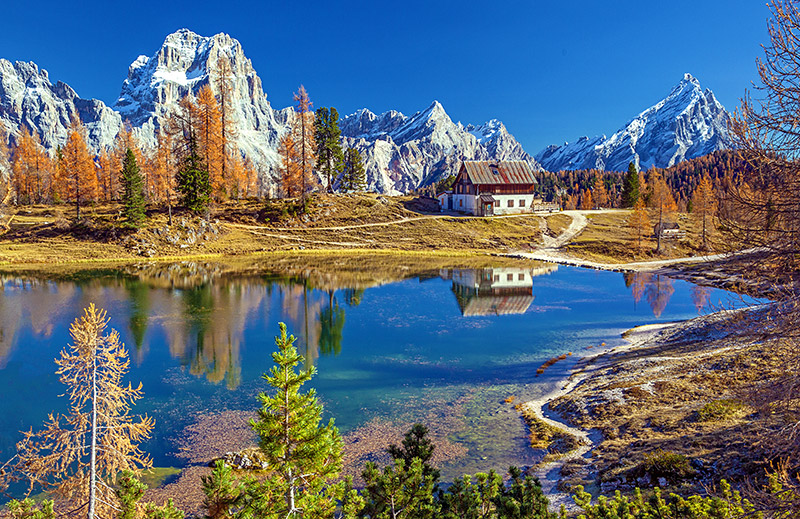
Rifugio Croda da Lago am Lago Federà, im Hintergrund Sorapiss (links) und Antelao (rechts)
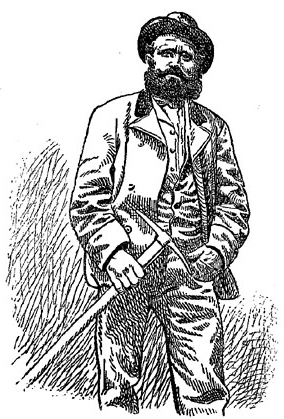
Michel Innerkofler
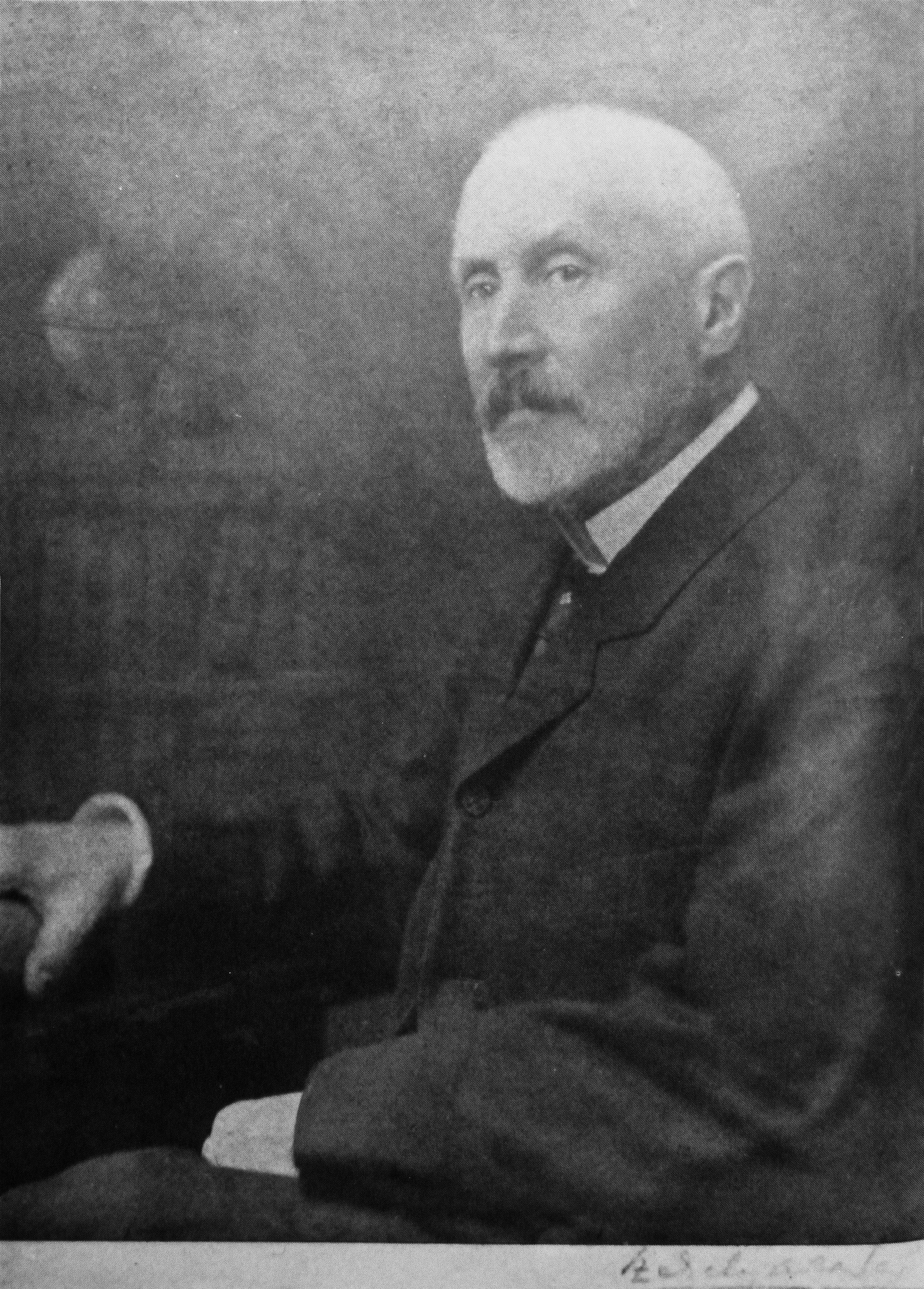
Baron Roland von Eötvös
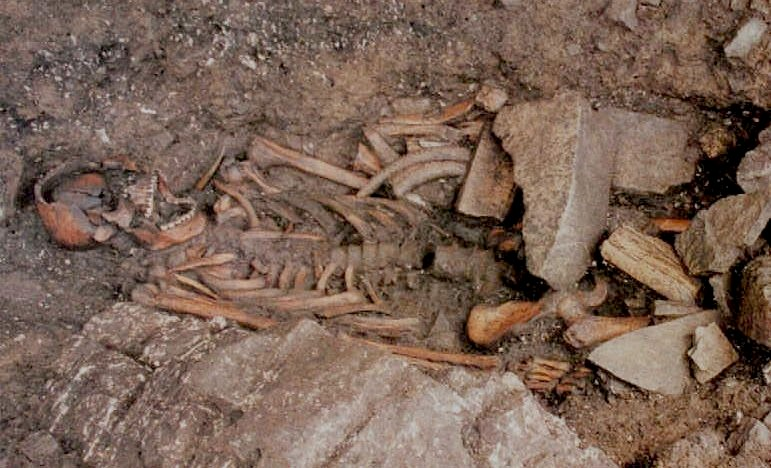
Mann von Mondeval, archäologische Fundstätte aus der Mittelsteinzeit

## Mondeval de Sora
Mondeval de Sora ist eine paläoanthropologische und archäologische Fundstätte auf 2150 m Höhe im südlichen Bereich der Gruppe. Unter einem Findling auf einer mit Gras bewachsenen Almfläche der Malga Mondeval de Sora zu Füßen des Monte Mondeval wurde Ende der 1980er Jahre das etwa 7500 Jahre alte Grab eines Jägers aus der Mittelsteinzeit entdeckt. Der Mann von Mondeval ist damit etwa 2000 Jahre älter als die Gletschermumie Ötzi. Das Grab mit dem fast vollständig erhaltenen Skelett war mit Grabbeigaben geschmückt. Der sensationelle Fund belegt, dass der Alpenraum über die Täler hinaus bereits zur Urgeschichte von Menschen aufgesucht wurde. Bei weiteren Grabungen konnten in der unmittelbaren Umgebung weitere prähistorische Funde bis zur Kupfersteinzeit freigelegt werden. Das Skelett mit den Grabbeigaben und weiteren Funden sind im Heimatmuseum in Selva di Cadore ausgestellt.